# 星際行星

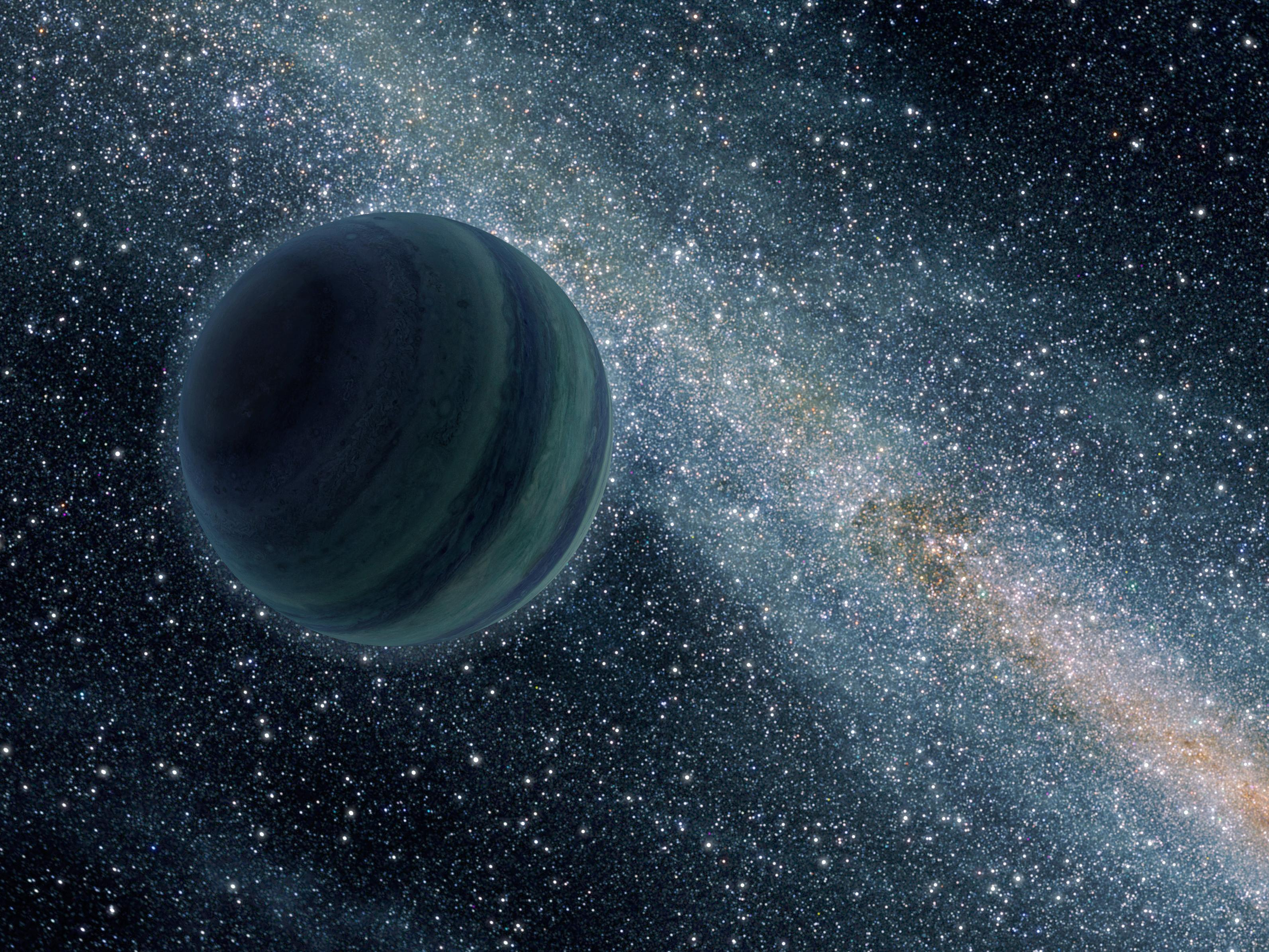
藝術家筆下木星體積大小的星際行星

星際行星（英語：Interstellar planet），又稱為流浪行星（Rogue planet）、游牧行星（nomad planet）、自由浮動行星（free-floating planet）、孤兒行星（Orphan planet）、孤獨行星（Lonely planet），粗略地說是不繞任何恆星公轉的行星，或只圍繞星系公轉的行星。雖然其不圍繞任何星體公轉，卻只具有行星質量。它們可能是受到其他行星等天體的引力影響而被拋出原本繞著公轉的行星系統的行星，或是在行星系統形成期間被彈射出來的原行星，以致流浪於星系或宇宙之中。2011年科學家利用重力微透鏡法首度證實星際行星的存在，並推測銀河系內木星大小的星際行星數量有恆星的兩倍之多。雖然它們在星際中流浪，但不代表它們不能支持生命——儘管如此，其上存在的生命可能也只是如細菌般的微生物。另外有一些巨大的星際行星是以恆星形成的方式誕生，而非被拋離行星系的行星。這種星際行星被國際天文聯合會定義為次棕矮星，如只有8个木星質量的蝘蜓座110913-773444。

## 發現
當一個行星大小的天體經過一個背景恆星時，其引力場將會導致該恆星的亮度瞬間上升，這就是微引力透镜現象。日本大阪大學的天體物理學家住贵宏及其同事們成立了天文物理重力微透鏡觀測（Microlensing Observations in Astrophysics）和光學重力透鏡實驗（Optical Gravitational Lensing Experiment)）團隊，由於2011年先後使用新西蘭約翰山大學天文台的1.8米MOA-II望遠鏡、华沙大学的1.3米望遠鏡和拉斯坎帕纳斯天文台的望遠鏡加上重力微透鏡觀測法，以尋找星際行星。他們總共觀察到474次重力微透鏡現象，其中10次有足夠證據顯示星際行星的存在。他們亦推測在銀河系內，木星大小的星際行星數量將近主序星數量的兩倍。部份天文學家更認為星際行星的數量比主序星數量還要多10萬倍。於2013年，泛星计划用直接摄像法发现了系外行星PSO J318.5-22。

## 特性
一般人或许會認為，該等行星在沒有太陽的環境下，其溫度一定接近絕對零度。但在1999年大衛·史提芬遜（David J. Stevenson）發表的論文則提出不同的看法，文中提及被逐出恒星系的行星，由於有「放射性熱力散失」（radiative heat loss），因此在冰冷宇宙中，它們或可保留氣態的濃密大氣層，因此有可能不會被凍結。此推論以大氣的阻光度來推測的，大氣越濃密，阻光度越高，因此濃厚的氫氣可阻擋不少放出的紅外線，保留熱力。
另方面，有認為在行星系統形成期間，有不少較小的原行星會被彈射出該系統。由於距離太陽越遠，行星所接收的紫外線會越少，其空氣分子的動能也會越少，在這種情況下，重力與地球相近的行星可保留其氫氣和氦氣。
通過計算，一個與地球體積相近的行星，在一個千巴氫氣的大氣壓力下，其核心的放射性同位素發生衰變所產生的地熱能可把表面溫度上升至水的熔點，因此有認為該等行星或有海洋存在。他們也認為該類行星的地質活動可持續極長的時間，通過地質活動產生磁層抵禦外來輻射，以及海底火山活動，能為行星的生命提供能量，所以其上是有可能有生命的。但要偵測該類行星的存在可謂十分困難，因相對於宇宙背景輻射，它們所釋出的微波會顯得極弱。
同時，氣態流浪行星周圍也有可能有像木星般龐大的衞星系統。在其衞星群與流浪行星的潮汐作用下可保有熱力，所以可能存在生物。衞星上也有可能存在靠分解衞星上的物質獲得能量的微生物。

## 雙星際行星系統
蛇夫座162225-240515（Oph 162225-240515），或簡稱為蛇夫座1622，是第一對發現的星際行星雙行星系統。天文學家利用歐南天文台（ESO）望遠鏡，發現了一對雙行星，其中一顆子星的質量只有7倍木星質量，另一顆較大的子星也只有14倍木星質量，年齡可能只有100萬年左右，相距距離則為240天文單位（冥王星到太陽的6倍），距離地球400光年遠，位在蛇夫座方向一個恆星誕生區中。